# Jan Apell
Jan Apell (Göteborg, Suècia; 4 de novembre de 1969) és un tennista professional suec retirat, especialista en la modalitat de dobles.
En el seu palmarès consten nou títols de dobles masculins del circuit ATP i va ser finalista en una ocasió al Roland Garros de 1994. Va formar part de l'equip suec de Copa Davis en poques ocasions, però va participar en la consecució del títol en l'edició de 1994.

## Torneigs de Grand Slam

### Dobles masculins: 1 (0−1)
| Resultat  | Núm. | Any  | Torneig       | Parella        | Oponents                   | Marcador |
| --------- | ---- | ---- | ------------- | -------------- | -------------------------- | -------- |
| Finalista | 1.   | 1983 | Roland Garros | Jonas Björkman | Byron Black Jonathan Stark | 4−6, 6−7 |

## Palmarès

### Individual: 1 (0−1)
| Llegenda (pre/post 2009)                                 |
| -------------------------------------------------------- |
| Grand Slams (0−0)                                        |
| Tennis Masters Cup / ATP Finals (0−0)                    |
| ATP Masters Series / ATP World Tour Masters 1000 (0−0)   |
| ATP International Series Gold / ATP World Tour 500 (0−1) |
| ATP International Series / ATP World Tour 250 (0−0)      |

| Títols per superfície |
| --------------------- |
| Dura (0−0)            |
| Gespa (0−0)           |
| Terra batuda (0−1)    |

| Resultat  | Núm. | Data                 | Torneig             | Superfície   | Oponent       | Marcador |
| --------- | ---- | -------------------- | ------------------- | ------------ | ------------- | -------- |
| Finalista | 1.   | 23 de juliol de 1995 | Stuttgart, Alemanya | Terra batuda | Thomas Muster | 2−6, 2−6 |

### Dobles masculins: 15 (9−6)
| Llegenda (pre/post 2009)                                 |
| -------------------------------------------------------- |
| Grand Slams (0−1)                                        |
| Tennis Masters Cup / ATP Finals (1−0)                    |
| ATP Masters Series / ATP World Tour Masters 1000 (0−2)   |
| ATP International Series Gold / ATP World Tour 500 (0−0) |
| ATP International Series / ATP World Tour 250 (8−3)      |

| Títols per superfície |
| --------------------- |
| Dura (4−1)            |
| Gespa (1−1)           |
| Terra batuda (3−2)    |
| Moqueta (1−2)         |

| Resultat  | Núm. | Data                   | Torneig                                          | Superfície   | Parella        | Oponents                       | Marcador                      |
| --------- | ---- | ---------------------- | ------------------------------------------------ | ------------ | -------------- | ------------------------------ | ----------------------------- |
| Guanyador | 1.   | 26 d'abril de 1993     | Seül, Corea del Sud                              | Dura         | Peter Nyborg   | Neil Broad Gary Muller         | 5−7, 7−6, 6−2                 |
| Finalista | 1.   | 14 de novembre de 1993 | Moscou, Rússia                                   | Moqueta      | Jonas Björkman | Jacco Eltingh Paul Haarhuis    | 1−6, retirada                 |
| Guanyador | 2.   | 28 de febrer de 1994   | Scottsdale, Estats Units                         | Dura         | Ken Flach      | Alex O'Brien Sandon Stolle     | 6−4, 6−4                      |
| Finalista | 2.   | 5 de juny de 1994      | Roland Garros, França                            | Terra batuda | Jonas Björkman | Byron Black Jonathan Stark     | 4−6, 6−7                      |
| Guanyador | 3.   | 13 de juny de 1994     | Londres, Regne Unit                              | Gespa        | Jonas Björkman | Todd Woodbridge Mark Woodforde | 3−6, 7−6, 6−4                 |
| Guanyador | 4.   | 11 de juliol de 1994   | Båstad, Suècia                                   | Terra batuda | Jonas Björkman | Nicklas Kulti Mikael Tillström | 6−2, 6−3                      |
| Guanyador | 5.   | 29 d'agost de 1994     | Schenectady, Estats Units                        | Dura         | Jonas Björkman | Jacco Eltingh Paul Haarhuis    | 6−4, 7−6                      |
| Finalista | 3.   | 17 d'octubre de 1994   | Tel-Aviv, Israel                                 | Dura         | Jonas Björkman | Lan Bale J-L. de Jager         | 7−6, 2−6, 6−7                 |
| Finalista | 4.   | 31 d'octubre de 1994   | Estocolm, Suècia                                 | Moqueta      | Jonas Björkman | Todd Woodbridge Mark Woodforde | 3−6, 4−6                      |
| Guanyador | 6.   | 13 de novembre de 1994 | Anvers, Bèlgica                                  | Moqueta      | Jonas Björkman | H.J. Davids Sébastien Lareau   | 4−6, 6−1, 6−2                 |
| Guanyador | 7.   | 27 de novembre de 1994 | ATP Tour World Championships, Jakarta, Indonèsia | Dura         | Jonas Björkman | Todd Woodbridge Mark Woodforde | 6−4, 4−6, 4−6, 7−6(5), 7−6(6) |
| Finalista | 5.   | 22 de maig de 1995     | Roma, Itàlia                                     | Terra batuda | Jonas Björkman | Cyril Suk Daniel Vacek         | 3−6, 4−6                      |
| Finalista | 6.   | 19 de juny de 1995     | Londres                                          | Gespa        | Jonas Björkman | Todd Martin Pete Sampras       | 6−7, 4−6                      |
| Guanyador | 8.   | 16 de juliol de 1995   | Båstad (2)                                       | Terra batuda | Jonas Björkman | Jon Ireland Andrew Kratzmann   | 6−3, 6−0                      |
| Guanyador | 9.   | 21 d'abril de 1996     | Paget, Bermudes                                  | Terra batuda | Brent Haygarth | Pat Cash Patrick Rafter        | 3−6, 6−1, 6−3                 |

### Equips: 1 (1−0)
| Resultat  | Núm. | Data                    | Torneig                    | Superfície  | Equip                                       | Oponents                                                               | Marcador |
| --------- | ---- | ----------------------- | -------------------------- | ----------- | ------------------------------------------- | ---------------------------------------------------------------------- | -------- |
| Guanyador | 1.   | 2−4 de desembre de 1994 | Copa Davis, Moscou, Rússia | Moqueta (i) | Jonas Björkman Stefan Edberg Magnus Larsson | Andrey Cherkasov Ievgueni Kàfelnikov Andrei Olhovskiy Alexander Volkov | 3−2      |

## Trajectòria

### Individual
| Open d'Austràlia | 1R  | A   | A   | A   | 1R  | Q2    | 2R    | 1R  | A   | 2R  | Q2  | 0 / 5   | 2 − 5   |
| Roland Garros | A   | A   | A   | A   | Q1  | A     | 1R    | A   | A   | A   | A   | 0 / 1   | 0 − 1   |
| Wimbledon | A   | Q1  | A   | A   | Q2  | A     | 2R    | A   | A   | A   | A   | 0 / 1   | 1 − 1   |
| US Open | A   | A   | A   | Q1  | A   | 2R    | 1R    | A   | A   | A   | A   | 0 / 2   | 1 − 2   |
| Total Victòries−Derrotes                                                                                                  | 0−2 | 0−2 | 1−3 | 3−6 | 1−8 | 17−17 | 17−15 | 3−9 | 1−2 | 1−3 | 0−1 | 44 − 68 | 44 − 68 |
| Rànquing a final d'any | 656 | 200 | 171 | 152 | 152 | 95    | 86    | 298 | 245 | 251 | 766 |         |         |
| Llegenda: G: Guanyador; F: Finalista; SF: Semifinalista; QF: Quarts de final; Q: Qualificació; A: Absent; RR: Round Robin |     |     |     |     |     |       |       |     |     |     |     |         |         |

### Dobles masculins
| Open d'Austràlia | 1R  | A   | A   | A   | A     | SF    | 1R    | 3R   | A   | 2R  | 0 / 5    | 7 − 5    |
| Roland Garros | A   | A   | A   | A   | 1R    | F     | 2R    | A    | A   | A   | 0 / 3    | 6 − 3    |
| Wimbledon | A   | Q1  | A   | A   | 1R    | 3R    | 3R    | A    | A   | A   | 0 / 3    | 4 − 3    |
| US Open | A   | A   | A   | 2R  | A     | 1R    | A     | A    | A   | A   | 0 / 2    | 1 − 2    |
| ATP World Tour Finals | A   | A   | A   | A   | A     | G     | A     | A    | A   | A   | 1 / 1    | 4 − 1    |
| Total Victòries−Derrotes                                                                                                  | 0−3 | 0−1 | 0−4 | 8−6 | 13−10 | 62−20 | 24−13 | 11−6 | 1−3 | 1−5 | 121 − 73 | 121 − 73 |
| Rànquing a final d'any | 777 | 245 | 212 | 134 | 70    | 10    | 47    | 139  | 479 | 510 |          |          |
| Llegenda: G: Guanyador; F: Finalista; SF: Semifinalista; QF: Quarts de final; Q: Qualificació; A: Absent; RR: Round Robin |     |     |     |     |       |       |       |      |     |     |          |          |